# خون دو رنگ دارد (فیلم ۱۹۹۷)
خون دو رنگ دارد (به هندی: Lahu Ke Do Rang)فیلمی محصول سال ۱۹۹۷ و به کارگردانی مهول کومار است. در این فیلم بازیگرانی همچون آکشی کومار، نصیرالدین شاه، کاریسما کاپور، سورش اوبروی ایفای نقش کرده‌اند.